# Meister der Tulpenkuppen
Als Meister der Tulpenkuppen wird ein namentlich nicht sicher bekannter Nürnberger Gold- und Silberschmied bezeichnet, der in der Mitte des 17. Jahrhunderts reich verzierte Tulpenpokale geschaffen hat. Als sein wahrer Name wird Sigmund Bierfreund vermutet.

## Stil und kommerzielle Verbreitung

Pokal, Schloss Skokloster

Die Gefäße des Meisters der Tulpenkuppen sind letzte Vertreter in traditioneller Silberschmiedekunst erstellter Pokale, bevor neuere Materialien wie Glas und neben Gold und Silber andere Edelmetalle die Erstellung von prunkvollen Trinkgefäßen zu dominieren begannen.
Die Tulpenmotive des Meisters der Tulpenkuppen zeigen die kommerzielle Ausnutzung der Begeisterung für die Tulpe als Zeichen von Reichtum und Luxus zu seiner Zeit auf. Ungefähr zehn Pokale aus seiner Hand sollen noch erhalten sein. Nürnberger Silberwaren waren noch zu Zeiten des Meisters in allen Teilen Europas begehrt, insbesondere auch in Skandinavien und Russland, wo sich noch heute einige der Werke des Meisters in Museen oder Privatbesitz befinden.

## SBF Sigmund Bierfreund
Der Meister der Tulpenkuppen nutzte die Marke SBF und soll identisch sein mit dem aus Ostpreußen stammenden Nürnberger Gold- und Silberschmied Sigmund Bierfreund (* um 1619/1620; † 1702). Eventuell war dieser ein Mitglied der Familie Ferrn, seine Signatur waren die zwei Buchstaben SB über dem F in einem Herz.